# Elèctrode d'argent/clorur d'argent

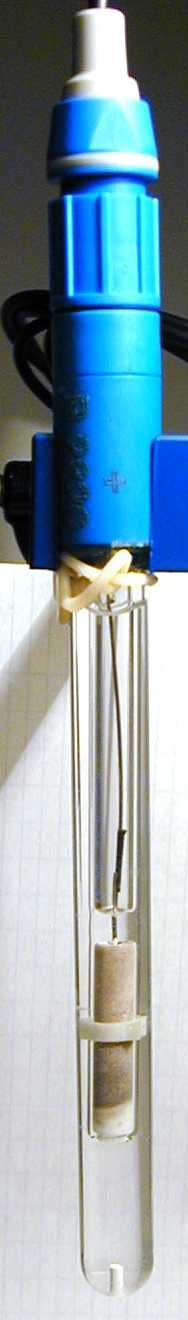
Elèctrode de referència Ag/AgCl.

Un elèctrode d'argent/clorur d'argent és un elèctrode de referència que consisteix en un fil d'argent, Ag, sobre el que s'ha dipositat, tèrmicament o electrolítica, clorur d'argent, AgCl, submergit en una dissolució de clorur de potassi, KCl, i saturada de clorur d'argent. És un elèctrode molt estable. La seva representació és:
La semireacció és:
essent l'expressió del potencial a 25 °C:
per tant el potencial només depèn de la concentració d'anions clorur. Normalment aquest elèctrode es prepara amb una dissolució saturada de clorur de potassi, essent el seu potencial a 25 °C de +0,197 V respecte de l'elèctrode estàndard d'hidrogen.